# Stemmen i mit liv
Stemmen i mit liv (dt.: Die Stimme in meinem Leben) war der dänische Beitrag zum Eurovision Song Contest 1997. Der dänischsprachige Rap-Song wurde von Kølig Kaj, der eigentlich Thomas Lægård heißt, interpretiert.
In dem Lied, das von Thomas Lægård getextet und von Lars Petersen komponiert wurde, geht es um einen Mann, der immer wieder bei einer Auskunft anruft, um mit einem Mädchen, der „Stimme in seinem Leben“, zu reden. Sie ist aber nicht zu erreichen; er betrinkt sich und ist kurz davor aufzugeben. Nach 20 vergeblichen Versuchen bekommt er endlich die automatische Ansage, dass es im Augenblick eine kurze Wartezeit von 20 Sekunden gebe, und er beeilt sich, der Stimme zu gestehen, dass er sie liebt.
Gesungen wurde Stemmen i mit liv beim Wettbewerb als 21. Beitrag, nach Primadonna von Alla Pugatschowa für Russland und vor Sentiments songes von Fanny für Frankreich. Das Dirigat führte Jan Glæsel. Der Song erreichte mit 25 Punkten den 16. Platz bei 25 Teilnehmern. Wegen der schlechten Platzierung durfte Dänemark nicht am folgenden Wettbewerb im Jahr 1998 teilnehmen. So war der nächste Beitrag Dänemarks 1999 das Lied This Time I Mean It, gesungen von Michael Teschl und Trine Jepsen. Aufgrund der geänderten Teilnahmeregeln, dass Beiträge nicht mehr in einer der Landessprachen des jeweiligen Teilnehmers gesungen werden mussten, war Stemmen i mit liv bis einschließlich 2020 der bislang letzte dänische Beitrag komplett in Dänisch. Erst der Beitrag 2021, Øve os på hinanden ist wieder komplett in Landessprache. Bereits 2019 enthielt Love Is Forever zum ersten Mal wieder einen Teil des Textes in der Landessprache.